# لیودمیلا بلونسکا
لیودمیلا بلونسکا (اوکراینی: Блонська Людмила Леонідівна؛ زادهٔ ۹ نوامبر ۱۹۷۷) ورزشکار هفت‌گانه و پنج‌گانه اهل اوکراین است.
وی که در مسابقات هفت‌گانه بازی‌های المپیک تابستانی ۲۰۰۸ مدال نقره را کسب کرده بود پس از مثبت اعلام شدن ماده متیل‌تستوسترون در تست دوپینگ مدال از وی پس گرفته شد.